# 查爾斯·羅伯特·馬圖林
查爾斯·羅伯特·馬圖林（Charles Maturin）（1782年9月25日—1824年10月30日），是愛爾蘭新教牧師、哥特式戲劇和小說作家。他最著名的作品是《Melmoth the Wanderer》。